# Thomas Bickel
Thomas Bickel (* 6. Oktober 1963 in Aarberg, Kanton Bern, Schweiz) ist ein ehemaliger Schweizer Fussballnationalspieler.

## Laufbahn

### Vereine, bis 1997
Die höherklassige Laufbahn als Fussballer eröffnete der Mittelfeldspieler Thomas Bickel in der Saison 1984/85 in der zweitklassigen Nationalliga B beim FC Biel-Bienne. Er belegte mit der Mannschaft vom Stadion Gurzelen den vierten Rang und hatte dabei in 29 Spielen sechs Tore erzielt. Der Berner nahm zur Runde 1985/86 das Angebot des FC Zürich aus der Nationalliga A an und wechselte in den Kanton Zürich. Er gehörte sofort der Stammelf der Blau-Weissen an, kam aber nicht in einer Zeit des Erfolges zum FCZ, der letztmals 1981 die Schweizer Meisterschaft  errungen hatte. In den ersten zwei Runden von Bickel belegte der «Stadtclub» die Ränge vier und sechs, stieg aber 1987/88 ab. Thomas Bickel hatte in drei Saisons 92 Erstligaspiele absolviert und dabei 19 Tore für den FCZ erzielt. Seine persönliche Leistung wurde durch sein Debüt am 19. August 1986 in Lausanne beim 2:0-Erfolg gegen Frankreich in der Nationalmannschaft ausgezeichnet.
Bickel wechselte zum Stadtrivalen GC und feierte unter Trainer Ottmar Hitzfeld in den Jahren 1989 und 1990 Cupsiege und 1990 und 1991 den Triumph in der Meisterschaft. 1994 gelang mit einem 4:0-Sieg gegen den FC Schaffhausen mit Trainer Christian Gross an der Seite der Mitspieler Elber, Gren, Koller und Vega der dritte Cupsieg. Zum Meisterschaftsgewinn 1994/95 hatte er nochmals mit 19 Spielen und zwei Toren Anteil, bevor er sich nach Japan verabschiedete und bei Vissel Kobe seine Karriere fortsetzte. 1994 wurde Bickel zum Schweizer Fussballer des Jahres gewählt.
Mit Kobe stieg er 1996 in die J. League auf, absolvierte dort 1997 an der Seite von Michael Laudrup 20 Spiele und erzielte drei Tore, ehe er seine Laufbahn beendete.

### Nationalmannschaft, 1986 bis 1995
Zu seinem ersten Einsatz in der Länderelf wurde Bickel von Trainer Daniel Jeandupeux am 19. August 1986 berufen. Er gehörte dem Spielerstamm unter dessen Nachfolger Uli Stielike von 1989 bis 1991 an und spielte auch eine wichtige Rolle in den Spielen mit Trainer Roy Hodgson. Nach der erfolgreichen Qualifikation zur WM 1994 in den USA gehörte Bickel auch dem schweizerischen WM-Kader an. Beim Turnier kam er in den Spielen gegen den Gastgeber, Rumänien und Spanien zum Einsatz. Sein 52. und letztes Länderspiel für die «Nati» absolvierte er am 11. Oktober 1995 in Zürich in der EM-Qualifikation beim 3:0-Sieg gegen Ungarn als Aktiver von Vissel Kobe.
Der Hodgson-Nachfolger Artur Jorge hätte Bickel gerne auch für die Europameisterschaft 1996 aufgeboten, der Berner verzichtete aber, weil er in Japan engagiert war und die weiten Reisen nicht auf sich nehmen wollte.
Nach dem Laufbahnende eröffnete Bickel 1999 in Zürich die Bar «Schmuklerski» sowie weitere Gastronomiebetriebe in Rapperswil und Mallorca, wo er zudem auch seinen Hauptwohnsitz hatte. Die Geschäftsführung im Zürcher «Schmuklerski» gab Bickel per Ende 2012 ab, nachdem er im Juni 2011, lediglich ein Jahr nach der Übernahme, auch seine «Falkenburg» in Rapperswil geschlossen hatte und die Rückzahlung der horrenden Schulden somit abwenden konnte. Nach seiner gescheiterten Gastrokarriere kehrte Thomas Bickel 2013 beim FC Zürich als Talentspäher zurück ins Fussballgeschäft, wo er seit dem 7. Juni 2016 Inhaber des Sportchef-Amtes ist.